# Phaedrotoma ribeiroensis
Phaedrotoma ribeiroensis är en stekelart som först beskrevs av Fischer 1966.  Phaedrotoma ribeiroensis ingår i släktet Phaedrotoma och familjen bracksteklar. Inga underarter finns listade i Catalogue of Life.